# Discografia di Duffy
Questa pagina contiene la discografia della cantante gallese Duffy.

## Album in studio
- 2008 - Rockferry (A&M)
- 2010 - Endlessly (A&M)

## Extended play
- 2004 - Aimée Duffy[1]
- 2008 - ITunes Live: From London[2]
- 2008 - FNMTV Live[3]
- 2009 - Deluxe EP
- 2009 - Live at the Theater of Living Arts - 6 August 2008[2]
- 2010 - Spotify Session[4]
- 2011 - NRJ Live Sessions: Duffy

## Singoli
- 2007 - Rockferry
- 2008 - Mercy
- 2008 - Warwick Avenue
- 2008 - Stepping Stone
- 2008 - Rain on Your Parade
- 2010 - Well, Well, Well
- 2015 - Whole Lot of Love

## Partecipazioni
Lista parziale.
- 2009 - Live and Let Die in War Child Presents Heroes (compilation benefica)
- 2009 - Stay with Me Baby nella colonna sonora di I Love Radio Rock
- 2011 - Deseria, Ar lan y môr nella colonna sonora di Patagonia
- 2015 - Are You Sure?, Make the World Go Away nella colonna sonora di Legend

## Video musicali
| Anno | Video                  | Regista       |
| ---- | ---------------------- | ------------- |
| 2007 | "Rockferry"            | Joseph Bull   |
| 2008 | "Mercy"                | Daniel Wolfe  |
| 2008 | "Warwick Avenue"       | Daniel Wolfe  |
| 2008 | "Mercy" (U.S. version) | Adria Petty   |
| 2008 | "Stepping Stone"       | Sophie Muller |
| 2008 | "Rain on Your Parade"  | Sophie Muller |
| 2010 | "Well, Well, Well"     | Chris Cottam  |